# Rogério Romero
Rogério Aoki Romero (* 22. November 1969 in Londrina, Paraná) ist ein ehemaliger brasilianischer Schwimmer.
Romero ist der einzige Schwimmer weltweit, der an fünf aufeinander folgenden Olympischen Spielen teilgenommen hat: Seoul 1988, Barcelona 1992, Atlanta 1996, Sydney 2000 und Athen 2004. Bis auf Athen erreichte der 1,81 m große, 71 kg schwere Rückenspezialist Romero dabei viermal hintereinander mindestens ein Finale. Der zweifache Gewinner bei Panamerikanischen Spielen hielt etliche südamerikanische Rekorde, insbesondere auf seiner Spezialstrecke 200 Meter Rücken, auf der er 15-mal brasilianischer Meister war.